# Trilophidia cinnabarina
Trilophidia cinnabarina är en insektsart som beskrevs av Brancsik 1893. Trilophidia cinnabarina ingår i släktet Trilophidia och familjen gräshoppor. Inga underarter finns listade i Catalogue of Life.